# 尼克·西塞
尼克·西塞（英語：Nick Searcy，1959年3月7日—）是美國的一位演員。他的作品包括火線警探，以及CBS電視劇超腦特工。

## 影視作品

### 電影
- 2019年：《最佳敵人（英语：The Best of Enemies (2019 film)）》飾演 Garland Keith